# Europawahl in Italien 2024
- AVS: 6
- PD: 21
- M5S: 8
- SVP: 1
- FI: 8
- FdI: 24
- Lega: 8

- Linke: 10
- S&D: 21
- G/EFA: 4
- EVP: 9
- EKR: 24
- PfE: 8

Die Europawahl in Italien 2024 fand am 8. und 9. Juni als Teil der EU-weiten Europawahl 2024 statt. Sie war die zehnte Wahl zum Europäischen Parlament. In Italien wurden 76 der 720 Abgeordneten des Europaparlaments gewählt.

## Ausgangslage

### Scheidendes Parlament
| Fraktion                       | Fraktion                                               | Mandate | Partei                       | Partei                   | Mandate |
| ------------------------------ | ------------------------------------------------------ | ------- | ---------------------------- | ------------------------ | ------- |
|                                | Fraktion Identität und Demokratie                      | 23 / 76 |                              | Lega per Salvini Premier | 23 / 76 |
|                                | Fraktion der Progressiven Allianz der Sozialdemokraten | 16 / 76 |                              | Partito Democratico      | 15 / 76 |
|                                | Fraktion der Progressiven Allianz der Sozialdemokraten | 16 / 76 | Unabhängige                  | 1 / 76                   |         |
|                                | Fraktion der Europäischen Volkspartei                  | 12 / 76 |                              | Forza Italia             | 10 / 76 |
|                                | Fraktion der Europäischen Volkspartei                  | 12 / 76 | Südtiroler Volkspartei       | 1 / 76                   |         |
|                                | Fraktion der Europäischen Volkspartei                  | 12 / 76 | Unabhängige                  | 1 / 76                   |         |
|                                | Europäische Konservative und Reformer                  | 10 / 76 |                              | Fratelli d’Italia        | 10 / 76 |
|                                | Fraktionslose                                          | 8 / 76  |                              | Movimento 5 Stelle       | 5 / 76  |
|                                | Fraktionslose                                          | 8 / 76  | Democrazia Cristiana Sicilia | 1 / 76                   |         |
|                                | Fraktionslose                                          | 8 / 76  | Unabhängige                  | 2 / 76                   |         |
|                                | Renew Europe                                           | 4 / 76  |                              | Azione                   | 2 / 76  |
|                                | Renew Europe                                           | 4 / 76  | Italia Viva                  | 1 / 76                   |         |
|                                | Renew Europe                                           | 4 / 76  | Unabhängige                  | 1 / 76                   |         |
|                                | Die Grünen/Europäische Freie Allianz                   | 3 / 76  |                              | Unabhängige              | 3 / 76  |
|                                |                                                        |         |                              |                          |         |
| Quelle: Europäisches Parlament |                                                        |         |                              |                          |         |

### Listen und Parteien
| Liste                    | Liste                                      | Partei                                              | Partei                               | Europapartei                           | Parteivorsitz      | Wahlbezirk      |  |
| ------------------------ | ------------------------------------------ | --------------------------------------------------- | ------------------------------------ | -------------------------------------- | ------------------ | --------------- |  |
|                          | Fratelli d’Italia                          |                                                     | Fratelli d’Italia                    | EKR                                    | Giorgia Meloni     | Alle            |  |
|                          | Fratelli d’Italia                          | Rinascimento                                        | –                                    | Vittorio Sgarbi                        |                    | Alle            |  |
|                          | Fratelli d’Italia                          | Nuovo Partito Socialista Italiano                   | –                                    | Stefano Caldoro                        |                    | Alle            |  |
|                          | Partito Democratico                        |                                                     | Partito Democratico                  | SPE                                    | Elly Schlein       | Alle            |  |
|                          | Partito Democratico                        | Democrazia Solidale                                 | –                                    | Paolo Ciani                            |                    | Alle            |  |
|                          | Partito Democratico                        | Volt Italia                                         | Volt                                 | Daniela Patti, Guido Silvestri         |                    | Alle            |  |
|                          | Movimento 5 Stelle                         | Movimento 5 Stelle                                  | Movimento 5 Stelle                   | –                                      | Giuseppe Conte     | Alle            |  |
|                          | Lega per Salvini Premier                   |                                                     | Lega per Salvini Premier             | ID                                     | Matteo Salvini     | Alle            |  |
|                          | Lega per Salvini Premier                   | Unione di Centro                                    | EVP                                  | Antonio De Poli                        |                    | Alle            |  |
|                          | Lega per Salvini Premier                   | Destra Liberale Italiana                            | –                                    | Anna Bonfrisco                         |                    | Alle            |  |
|                          | Lega per Salvini Premier                   | Partito Sardo d’Azione                              | –                                    | Christian Solinas                      |                    | Alle            |  |
|                          | Lega per Salvini Premier                   | Sud Protagonista                                    | –                                    | n/a                                    |                    | Alle            |  |
|                          | Forza Italia – Noi Moderati                |                                                     | Forza Italia                         | EVP                                    | Antonio Tajani     | Alle            |  |
|                          | Forza Italia – Noi Moderati                | Noi Moderati                                        | –                                    | Maurizio Lupi                          |                    | Alle            |  |
|                          | Forza Italia – Noi Moderati                | Coraggio Italia                                     | –                                    | Luigi Brugnaro                         |                    | Alle            |  |
|                          | Forza Italia – Noi Moderati                | Partito Radicale Transnazionale                     | –                                    | Maurizio Turco                         |                    | Alle            |  |
|                          | Forza Italia – Noi Moderati                | Movimento per le Autonomie                          | –                                    | Raffaele Lombardo                      |                    | Alle            |  |
|                          | Forza Italia – Noi Moderati                | Riformatori Sardi                                   | –                                    | Michele Cossa                          |                    | Alle            |  |
|                          | Azione – Siamo Europei                     |                                                     | Azione                               | ALDE                                   | Carlo Calenda      | Alle            |  |
|                          | Azione – Siamo Europei                     | NOS                                                 | –                                    | Alessandro Tommasi                     |                    | Alle            |  |
|                          | Azione – Siamo Europei                     | Popolari Europeisti Riformatori                     | –                                    | Elena Bonetti                          |                    | Alle            |  |
|                          | Azione – Siamo Europei                     | Partito Repubblicano Italiano                       | –                                    | Corrado De Rinaldis Saponaro           |                    | Alle            |  |
|                          | Azione – Siamo Europei                     | Movimento Repubblicani Europei                      | –                                    | Luciana Sbarbati                       |                    | Alle            |  |
|                          | Azione – Siamo Europei                     | Associazione Socialista Liberale                    | –                                    | Oreste Pastorelli                      |                    | Alle            |  |
|                          | Azione – Siamo Europei                     | Democrazia Liberale                                 | –                                    | Enzo Palumbo                           |                    | Alle            |  |
|                          | Azione – Siamo Europei                     | Piattaforma Civica Popolare Riformatrice            | –                                    | Ivo Tarolli                            |                    | Alle            |  |
|                          | Azione – Siamo Europei                     | Team K                                              | ALDE                                 | Paul Köllensperger                     |                    | Alle            |  |
|                          | Azione – Siamo Europei                     | Casa Autonomia.eu                                   | –                                    | Paola Demagri und Michele Dallapiccola |                    | Alle            |  |
|                          | Stati Uniti d’Europa                       |                                                     | +Europa                              | ALDE                                   | Emma Bonino        | Alle            |  |
|                          | Stati Uniti d’Europa                       | Italia Viva                                         | EDP                                  | Matteo Renzi                           |                    | Alle            |  |
|                          | Stati Uniti d’Europa                       | Partito Socialista Italiano                         | SPE                                  | Enzo Maraio                            |                    | Alle            |  |
|                          | Stati Uniti d’Europa                       | Radicali Italiani                                   | ALDE                                 | Matteo Hallissey                       |                    | Alle            |  |
|                          | Stati Uniti d’Europa                       | Liberali Democratici Europei                        | ALDE                                 | Andrea Marcucci                        |                    | Alle            |  |
|                          | Stati Uniti d’Europa                       | L’Italia c'è                                        | EDP                                  | Gianfranco Librandi                    |                    | Alle            |  |
|                          | Stati Uniti d’Europa                       | Noi di Centro                                       | –                                    | Clemente Mastella                      |                    | Alle            |  |
|                          | Alleanza Verdi e Sinistra                  |                                                     | Europa Verde                         | EGP                                    | Angelo Bonelli     | Alle            |  |
|                          | Alleanza Verdi e Sinistra                  | Sinistra Italiana                                   | EL                                   | Nicola Fratoianni                      |                    | Alle            |  |
|                          | Alleanza Verdi e Sinistra                  | Verdi Grüne Vërc                                    | EGP                                  | Elide Mussner und Luca Bertolini       |                    | Alle            |  |
|                          | Alleanza Verdi e Sinistra                  | Partito Progressista                                | –                                    | Massimo Zedda                          |                    | Alle            |  |
|                          | Alleanza Verdi e Sinistra                  | Rete Civica                                         | –                                    | Chiara Minelli                         |                    | Alle            |  |
|                          | Alleanza Verdi e Sinistra                  | Ambiente Diritti Uguaglianza                        | –                                    | Beatrice Feder und Chiara Giordano     |                    | Alle            |  |
|                          | Libertà                                    |                                                     | Sud chiama Nord                      | –                                      | Cateno De Luca     | Alle            |  |
|                          | Libertà                                    | Vita                                                | –                                    | Sara Cunial                            |                    | Alle            |  |
|                          | Libertà                                    | Il Popolo della Famiglia                            | –                                    | Mario Adinolfi                         |                    | Alle            |  |
|                          | Libertà                                    | Grande Nord                                         | –                                    | Roberto Bernardelli                    |                    | Alle            |  |
|                          | Libertà                                    | Civici in Movimento                                 | –                                    | Sergio Pirozzi                         |                    | Alle            |  |
|                          | Libertà                                    | Popolo Veneto                                       | –                                    | Vito Comencini                         |                    | Alle            |  |
|                          | Libertà                                    | Movimento per l’Italexit                            | –                                    | Giampaolo Bocci                        |                    | Alle            |  |
|                          | Libertà                                    | Fronte Verde                                        | –                                    | Vincenzo Galizia                       |                    | Alle            |  |
|                          | Libertà                                    | Partito Pensionati + Salute                         | –                                    | Giacinto Boldrini                      |                    | Alle            |  |
|                          | Libertà                                    | Insieme Liberi                                      | –                                    | n/a                                    |                    | Alle            |  |
|                          | Libertà                                    | Noi Agricoltori & Pescatori                         | –                                    | Francesco Amodeo                       |                    | Alle            |  |
|                          | Libertà                                    | Partito Moderato d’Italia                           | –                                    | n/a                                    |                    | Alle            |  |
|                          | Libertà                                    | Noi Ambulanti Liberi                                | –                                    | n/a                                    |                    | Alle            |  |
|                          | Libertà                                    | Sovranità                                           | –                                    | n/a                                    |                    | Alle            |  |
|                          | Libertà                                    | Il Vero Nord                                        | –                                    | n/a                                    |                    | Alle            |  |
|                          | Libertà                                    | Unabhängige 1                                       | –                                    | –                                      |                    | Alle            |  |
|                          | Pace Terra Dignità                         |                                                     | Partito della Rifondazione Comunista | EL                                     | Maurizio Acerbo    | Alle            |  |
|                          | Pace Terra Dignità                         | MERA25                                              | DiEM25                               | Federico Dolce                         |                    | Alle            |  |
|                          | Pace Terra Dignità                         | Movimento Equità Territoriale (Movimento 24 Agosto) | –                                    | Pino Aprile                            |                    | Alle            |  |
|                          | Alternativa Popolare                       | Alternativa Popolare                                | Alternativa Popolare                 | EVP                                    | Stefano Bandecchi  | Alle            |  |
|                          | Südtiroler Volkspartei                     |                                                     | Südtiroler Volkspartei               | EVP                                    | Philipp Achammer   | Nordostitalien  |  |
|                          | Südtiroler Volkspartei                     | Partito Autonomista Trentino Tirolese               | EVP                                  | Simone Marchiori                       |                    | Nordostitalien  |  |
|                          | Südtiroler Volkspartei                     | Slovenska Skupnost                                  | –                                    | Peter Močnik                           |                    | Nordostitalien  |  |
|                          | Südtiroler Volkspartei                     | Belluno Autonoma Regione Dolomiti                   | –                                    | Andrea Bona                            |                    | Nordostitalien  |  |
|                          | Südtiroler Volkspartei                     | La Civica                                           | –                                    | Mattia Gottardi                        |                    | Nordostitalien  |  |
|                          | Democrazia Sovrana Popolare                |                                                     | Partito Comunista                    | –                                      | Marco Rizzo        | Mittelitalien   |  |
|                          | Democrazia Sovrana Popolare                | Ancora Italia Sovrana e Popolare                    | –                                    | Francesco Toscano                      |                    | Mittelitalien   |  |
|                          | Partito Animalista – Italexit per l’Italia |                                                     | Partito Animalista Italiano          | –                                      | Cristiano Ceriello | Süditalien      |  |
|                          | Partito Animalista – Italexit per l’Italia | Italexit per l’Italia                               | –                                    | vakant                                 |                    | Süditalien      |  |
|                          | Rassemblement Valdôtain                    |                                                     | Rassemblement Valdôtain              | –                                      | Stefano Aggravi    | Nordwestitalien |  |
|                          | Rassemblement Valdôtain                    | Movimento Progetto Piemonte                         | –                                    | Piermassimo Guarnero                   |                    | Nordwestitalien |  |
|                          |                                            |                                                     |                                      |                                        |                    |                 |  |
| Quelle: Innenministerium |                                            |                                                     |                                      |                                        |                    |                 |  |

Obwohl Die Freiheitlichen noch Anfang April eine „eigenständige Kandidatur“ angekündigt hatten reichten sie kein Listenzeichen ein.

## Ergebnis
| Listen                        | Listen                                     | Stimmen    | %    | Mandate |
| ----------------------------- | ------------------------------------------ | ---------- | ---- | ------- |
|                               | Fratelli d’Italia                          | 6.732.303  | 28,8 | 24      |
|                               | Partito Democratico                        | 5.646.296  | 24,1 | 21      |
|                               | Forza Italia – Noi Moderati                | 2.244.170  | 9,6  | 8       |
| Südtiroler Volkspartei        | 120.930                                    | 0,5        | 1    |         |
| ↳ Gesamt                      | 2.365.100                                  | 10,1       | 9    |         |
|                               | Movimento 5 Stelle                         | 2.336.452  | 10,0 | 8       |
|                               | Lega per Salvini Premier                   | 2.100.292  | 9,0  | 8       |
|                               | Alleanza Verdi e Sinistra                  | 1.588.760  | 6,8  | 6       |
|                               | Stati Uniti d’Europa                       | 883.925    | 3,8  | –       |
|                               | Azione – Siamo Europei                     | 785.580    | 3,4  | –       |
|                               | Pace Terra Dignità                         | 517.833    | 2,2  | –       |
|                               | Libertà                                    | 285.800    | 1,2  | –       |
| Rassemblement Valdôtain       | 14.574                                     | 0,1        | –    |         |
| ↳ Gesamt                      | 300.374                                    | 1,3        | –    |         |
|                               | Alternativa Popolare                       | 91.391     | 0,4  | –       |
|                               | Democrazia Sovrana Popolare                | 36.225     | 0,2  | –       |
|                               | Partito Animalista – Italexit per l’Italia | 29.552     | 0,1  | –       |
| Gesamt                        | Gesamt                                     | 23.414.083 | 100  | 76      |
|                               |                                            |            |      |         |
| Ungültige Stimmen             | Ungültige Stimmen                          | –          | –    |         |
| Wähler                        | Wähler                                     | –          | –    |         |
| Wahlberechtigte               | Wahlberechtigte                            | 51.214.348 |      |         |
|                               |                                            |            |      |         |
| Quelle: Kassationsgerichtshof |                                            |            |      |         |

### Vorzugsstimmen
Die ersten zwölf Kandidaten, die gewählt wurden.
| #   | Kandidaten/innen | Kandidaten/innen  | Liste                     | Wahlbezirke | Wahlbezirke | Wahlbezirke | Wahlbezirke | Wahlbezirke | Gesamt    |
| #   | Kandidaten/innen | Kandidaten/innen  | Liste                     | Nordwest    | Nordost     | Mitte       | Süd         | Insel       | Gesamt    |
| --- | ---------------- | ----------------- | ------------------------- | ----------- | ----------- | ----------- | ----------- | ----------- | --------- |
| 1.  |                  | Giorgia Meloni    | Fratelli d’Italia         | 624.855     | 495.090     | 616.822     | 555.720     | 244.121     | 2.536.608 |
| 2.  |                  | Roberto Vannacci  | Lega per Salvini Premier  | 186.886     | 142.704     | 117.475     | 73.424      | 35.411      | 555.900   |
| 3.  |                  | Antonio Decaro    | Partito Democratico       | –           | –           | –           | 499.661     | –           | 499.661   |
| 4.  |                  | Antonio Tajani    | Forza Italia              | 107.209     | 61.673      | 99.691      | 146.939     | –           | 415.512   |
| 5.  |                  | Stefano Bonaccini | Partito Democratico       | –           | 390.400     | –           | –           | –           | 390.400   |
| 6.  |                  | Cecilia Strada    | Partito Democratico       | 284.433     | –           | –           | –           | –           | 284.433   |
| 7.  |                  | Elly Schlein      | Partito Democratico       | –           | –           | 172.575     | –           | 85.487      | 258.062   |
| 8.  |                  | Lucia Annunziata  | Partito Democratico       | –           | –           | –           | 244.174     | –           | 244.174   |
| 9.  |                  | Giorgio Gori      | Partito Democratico       | 211.249     | –           | –           | –           | –           | 211.249   |
| –   |                  | Matteo Renzi      | Stati Uniti d’Europa      | 65.327      | –           | 66.887      | 61.174      | 15.883      | 209.271   |
| 10. |                  | Domenico Lucano   | Alleanza Verdi e Sinistra | 46.475      | 43.163      | –           | 77.633      | 26.196      | 193.467   |
| 11. |                  | Alessandro Zan    | Partito Democratico       | 86.055      | 93.473      | –           | –           | –           | 179.528   |
| 12. |                  | Ilaria Salis      | Alleanza Verdi e Sinistra | 127.137     | –           | –           | –           | 51.065      | 178.202   |

### Ergebnis nach Wahlbezirken
Inland + Ausland
| Wahlbezirk      | Listen (%) | Listen (%) | Listen (%) | Listen (%) | Listen (%) | Listen (%) | Listen (%) | Listen (%) | Listen (%) | Listen (%) | Listen (%) | Listen (%) | Listen (%) | Listen (%) | Listen (%) | Gültige Stimmen | Wähler (%) |
| Wahlbezirk      | FdI        | PD         | M5S        | FI         | LSP        | AVS        | SUE        | Az         | PTD        | LIB        | SVP        | AP         | DSP        | PAI–IE     | RV         | Gültige Stimmen | Wähler (%) |
| --------------- | ---------- | ---------- | ---------- | ---------- | ---------- | ---------- | ---------- | ---------- | ---------- | ---------- | ---------- | ---------- | ---------- | ---------- | ---------- | --------------- | ---------- |
| Nordostitalien  | 30,8       | 23,1       | 6,7        | 9,4        | 11,9       | 7,2        | 3,8        | 3,8        | 2,1        | 0,7        | –          | 0,4        | –          | –          | 0,2        | 6.766.423       | 54,3       |
| Nordwestitalien | 31,8       | 25,8       | 5,7        | 7,0        | 10,1       | 6,8        | 3,1        | 3,8        | 2,2        | 0,8        | 2,4        | 0,3        | –          | –          | –          | 4.956.612       | 52,8       |
| Mittelitalien   | 31,0       | 26,6       | 9,5        | 7,0        | 6,7        | 7,6        | 4,0        | 3,1        | 2,7        | 0,6        | –          | 0,5        | 0,7        | –          | –          | 4.838.800       | 51,7       |
| Süditalien      | 23,6       | 24,3       | 16,8       | 10,7       | 6,8        | 5,7        | 4,9        | 3,3        | 1,9        | 0,9        | –          | 0,4        | –          | 0,6        | –          | 4.859.337       | 42,1       |
| Inselitalien    | 21,3       | 16,8       | 16,2       | 20,2       | 7,0        | 6,2        | 2,2        | 1,5        | 2,2        | 5,9        | –          | 0,5        | –          | –          | –          | 1.994.415       | 35,3       |

### Ergebnis nach Regionen
Inland, ohne „fuori sede“ (d. h. „außerhalb der Heimatgemeinde“)
| Region                  | Listen (%) | Listen (%) | Listen (%) | Listen (%) | Listen (%) | Listen (%) | Listen (%) | Listen (%) | Listen (%) | Listen (%) | Listen (%) | Listen (%) | Listen (%) | Listen (%) | Listen (%) | Gültige Stimmen | Wähler (%) |
| Region                  | FdI        | PD         | M5S        | FI         | LSP        | AVS        | SUE        | Az         | PTD        | LIB        | SVP        | AP         | DSP        | PAI–IE     | RV         | Gültige Stimmen | Wähler (%) |
| ----------------------- | ---------- | ---------- | ---------- | ---------- | ---------- | ---------- | ---------- | ---------- | ---------- | ---------- | ---------- | ---------- | ---------- | ---------- | ---------- | --------------- | ---------- |
| Piemont                 | 30,4       | 22,9       | 8,0        | 9,9        | 10,3       | 7,5        | 3,9        | 3,2        | 2,3        | 0,9        | –          | 0,4        | –          | –          | 0,2        | 1.871.934       | 56,6       |
| Aostatal                | 24,3       | 19,9       | 4,6        | 7,9        | 8,8        | 12,1       | 3,4        | 7,6        | 3,1        | 0,7        | –          | 0,3        | –          | –          | 7,1        | 39.927          | 42,5       |
| Lombardei               | 31,8       | 22,6       | 5,7        | 9,3        | 13,1       | 6,8        | 3,7        | 4,0        | 1,8        | 0,6        | –          | 0,3        | –          | –          | 0,1        | 4.203.327       | 55,3       |
| Ligurien                | 26,8       | 26,3       | 10,2       | 8,4        | 8,9        | 7,7        | 3,7        | 3,5        | 3,0        | 0,9        | –          | 0,3        | –          | –          | 0,2        | 625.621         | 50,6       |
| Trentino-Südtirol       | 19,6       | 15,9       | 3,3        | 3,5        | 7,5        | 11,7       | 2,6        | 5,7        | 2,3        | 1,0        | 26,5       | 0,4        | –          | –          | –          | 401.701         | 47,0       |
| Venetien                | 37,6       | 18,9       | 4,8        | 8,6        | 13,1       | 6,1        | 3,2        | 4,1        | 2,0        | 0,9        | 0,4        | 0,3        | –          | –          | –          | 2.061.188       | 52,6       |
| Friaul-Julisch Venetien | 34,0       | 21,0       | 5,4        | 7,1        | 14,9       | 6,1        | 3,1        | 3,4        | 2,8        | 1,1        | 0,7        | 0,3        | –          | –          | –          | 483.388         | 48,3       |
| Emilia-Romagna          | 28,0       | 36,1       | 7,2        | 6,1        | 6,5        | 6,5        | 3,0        | 3,2        | 2,3        | 0,7        | 0,1        | 0,3        | –          | –          | –          | 1.984.071       | 59,0       |
| Toskana                 | 27,4       | 31,9       | 8,2        | 6,3        | 6,2        | 7,5        | 4,8        | 2,8        | 3,0        | 0,6        | –          | 0,4        | 0,8        | –          | –          | 1.654.430       | 59,1       |
| Umbrien                 | 32,6       | 26,4       | 8,9        | 8,4        | 6,8        | 5,7        | 3,0        | 2,5        | 2,4        | 0,6        | –          | 1,8        | 0,8        | –          | –          | 392.700         | 60,8       |
| Marken                  | 32,9       | 25,5       | 9,7        | 7,0        | 8,2        | 5,7        | 2,8        | 3,3        | 2,8        | 0,8        | –          | 0,4        | 0,9        | –          | –          | 657.675         | 54,6       |
| Latium                  | 33,1       | 22,7       | 10,5       | 7,4        | 6,6        | 8,3        | 3,9        | 3,3        | 2,5        | 0,7        | –          | 0,3        | 0,6        | –          | –          | 2.111.271       | 46,6       |
| Abruzzen                | 33,3       | 20,3       | 12,0       | 10,8       | 7,9        | 5,2        | 2,6        | 2,6        | 3,3        | 0,9        | –          | 0,3        | –          | 0,6        | –          | 505.577         | 47,1       |
| Molise                  | 26,8       | 18,0       | 14,7       | 8,4        | 17,1       | 5,1        | 2,5        | 2,0        | 2,8        | 0,8        | –          | 1,0        | –          | 0,7        | –          | 127.971         | 48,0       |
| Kampanien               | 19,4       | 22,2       | 20,8       | 10,8       | 5,8        | 7,0        | 6,8        | 3,9        | 1,7        | 0,8        | –          | 0,2        | –          | 0,7        | –          | 1.979.746       | 44,0       |
| Apulien                 | 26,9       | 33,6       | 14,1       | 7,8        | 6,2        | 3,8        | 2,6        | 1,5        | 1,6        | 1,0        | –          | 0,3        | –          | 0,6        | –          | 1.366.397       | 43,6       |
| Basilikata              | 25,5       | 23,2       | 12,7       | 8,9        | 5,4        | 4,5        | 5,5        | 9,3        | 2,4        | 1,5        | –          | 0,3        | –          | 0,6        | –          | 206.237         | 42,8       |
| Kalabrien               | 20,6       | 15,9       | 16,2       | 18,0       | 9,2        | 5,9        | 6,2        | 4,1        | 1,5        | 1,2        | –          | 0,8        | –          | 0,5        | –          | 642.590         | 40,3       |
| Sizilien                | 20,2       | 14,3       | 16,0       | 23,7       | 7,5        | 4,8        | 2,1        | 1,4        | 1,7        | 7,7        | –          | 0,5        | –          | –          | –          | 1.499.044       | 38,0       |
| Sardinien               | 24,8       | 24,2       | 16,9       | 9,8        | 5,5        | 10,0       | 2,4        | 1,6        | 3,8        | 0,6        | –          | 0,4        | –          | –          | –          | 475.829         | 36,9       |

### Zusammenfassung
| Datum           | Inland          | Inland         | Inland             | Ausland (Estero) | Insgesamt (Italia + Estero) |
| Datum           | Ohne fuori sede | Nur fuori sede | Insgesamt (Italia) | Ausland (Estero) | Insgesamt (Italia + Estero) |
| --------------- | --------------- | -------------- | ------------------ | ---------------- | --------------------------- |
| Gültige Stimmen | 23.290.624      | 17.442         | 23.308.066         | 107.521          | 23.415.587                  |
| Wähler          | 24.603.938      | 17.561         | 24.621.499         | 118.731          | 24.740.230                  |
| Wahlberechtigte | 49.530.700      | 21.699         | 49.552.399         | 1.661.949        | 51.214.348                  |